# 40 (singel U2)
40 – piosenka rockowej grupy U2, pochodząca z jej wydanego w 1983 roku albumu, War. Jest dziesiątym i finałowym utworem na tej płycie. W 1983 roku została wydana jako singel. Tekst utworu jest zmodyfikowanym biblijnym „Psalmem 40”.
Singel był dostępny wyłącznie w Niemczech, a utworem dodatkowym na jego wydaniu był „Two Hearts Beat as One”, który w innych krajach został wydany jako oddzielny singel. Od czasu pierwszego wykonania piosenki na żywo, 26 lutego 1983 roku w Dundee, w sumie zespół zagrał ją ponad trzysta razy.

## Lista utworów
1. „40 (How Long)” (wersja albumowa) – 2:35
2. „Two Hearts Beat as One” (wersja albumowa) – 4:02

## Twórcy
- Bono – wokale główne
- The Edge – gitara basowa, chórki
- Adam Clayton – gitara
- Larry Mullen Jr. – perkusja